# Hatchiana unzenensis
Hatchiana unzenensis is een keversoort uit de familie soldaatjes (Cantharidae). De wetenschappelijke naam van de soort werd in 2001 gepubliceerd door Imasaka.